# Bernburg (stacja kolejowa)
Bernburg (niem. Bahnhof Bernburg) – stacja kolejowa w Bernburg (Saale), w kraju związkowym Saksonia-Anhalt, w Niemczech. Znajduje się na linii Köthen – Aschersleben oraz Bernburg – Calbe (Saale). Według DB Station&Service ma kategorię 5.

## Linie kolejowe
- Linia Köthen – Aschersleben
- Linia Bernburg – Calbe (Saale)

## Połączenia
| Linia  | Trasa                                                                                       | Takt (min)                                    | Przewoźnik kolejowy |
| ------ | ------------------------------------------------------------------------------------------- | --------------------------------------------- | ------------------- |
| HEX 47 | Bernburg – Baalberge – Könnern – Wallwitz – Halle (Saale)                                   | 060 (Pon–Pią) 120 (Sob–Nie)                   | Transdev            |
| RB 48  | Bernburg – Calbe (Saale) Ost – Schönebeck (Elbe) – Magdeburg (Sob–Nie tylko Bernburg–Calbe) | 120                                           | DB Regio            |
| RB 50  | Dessau – Köthen – Bernburg – Güsten – Aschersleben                                          | 060 (Dessau–Güsten) 120 (Güsten–Aschersleben) | DB Regio            |